# Helmut Kirschey

## Tidigt liv och familjebakgrund
Helmut Kirschey föddes den 22 januari 1913 i Elberfeld. Hans far var en socialdemokrat och byggnadsarbetare som dog i första världskriget, vilket ledde till att hans mor gick med i Tysklands oberoende socialdemokratiska parti och senare tjänade som stadsfullmäktige för Tysklands kommunistiska parti i Elberfeld fram till hennes död 1924. Helmut och hans tre bröder blev alla medlemmar i det kommunistiska ungdomsförbundet.

## Politisk aktivism och exil
1931 gick Kirschey med i den anarko-syndikalistiska Fria arbetarförbundet i Tyskland (FAUD) och blev fängslad i mars 1933 efter nazisternas maktövertagande. Han emigrerade till Holland i november 1933 och senare till Spanien i augusti 1936.

## Deltagande i Spanska inbördeskriget
I februari 1937 anslöt sig Kirschey till internationella kompaniet av Columna Durruti (den anarkistiska enheten under Spanska inbördeskriget) och deltog aktivt i Majupproren i Barcelona. Han greps tillsammans med andra tyska anarko-syndikalister i juni 1937 och var fängslad i kommunistiska fängelser i Barcelona och Valencia samt ett fängelse i Segorbe fram till april 1938.

## Liv i Sverige
Efter att ha tillbringat tid i Frankrike och Holland efter frigivningen, lyckades Kirschey flytta till Sverige i början av 1939. Trots initiala svårigheter utan uppehålls- eller arbetstillstånd fortsatte han bekämpa nazismen och överlevde andra världskriget. Han fortsatte att dela med sig av sina erfarenheter genom att hålla föreläsningar för skolor och ungdomsorganisationer om kampen mot fascismen. Helmut Kirschey avled den 23 augusti 2003 i Göteborg.